# 王辇庄乡
王辇庄乡，是中华人民共和国河北省唐山市古冶区下辖的一个乡镇级行政单位。

## 行政区划
王辇庄乡下辖以下地区：
王辇庄一街村、王辇庄二街村、王辇庄三街村、王辇庄四街村、芦庄村、前金庄村、北金庄村、崔尹庄村、车庄子村、大笪庄村、小笪庄村、石匠营村、刘家洼村、马庄子村、太古庄村、新白道子村、东白道子村、西白道子村、大菜园村、小菜园村、小古庄村、西赵各庄村、无水庄村、任庄子村、长山沟村、甘雨沟村、白云山村、前水峪村、后水峪村、抹轴峪村、大水峪村、塔山营村、杏山沟村、磨石板村和南场村。